# 鳥海不二夫
鳥海 不二夫（とりうみ ふじお、1976年5月 - ）は、日本の計算社会科学者。東京大学大学院工学系研究科システム創成学専攻教授、情報法制研究所理事。学位は博士（工学）（東京工業大学・2004年）。研究分野は計算社会科学、人工知能技術の社会応用。ソーシャルメディアにおけるデマ情報拡散の研究で科学技術・学術政策研究所「科学技術への顕著な貢献 2018」に選定

## 概要
長野県出身。長野県上田高等学校、東京工業大学工学部を経て、同大院理工学研究科制御工学専攻修士課程修了、同機械制御システム専攻博士課程修了。博士（工学）。
名古屋大学大学院情報学研究科助手、同助教、東京大学大学院工学系研究科准教授を経て、2021年より東京大学教授。

## 年譜
- 1995年3月 長野県上田高等学校卒業
- 1999年3月 東京工業大学工学部卒業
- 2001年3月 東京工業大学大学院理工学研究科制御工学専攻修士課程修了
- 2004年3月 東京工業大学大学院理工学研究科機械制御システム専攻博士課程修了、博士（工学）
- 2004年7月 名古屋大学大学院情報科学研究科助手
- 2007年4月 名古屋大学大学院情報科学研究科助教
- 2012年4月 東京大学大学院工学系研究科准教授
- 2013年7月 東京大学大学院工学系研究科レジリエンス工学研究センター協力研究員（兼任）
- 2016年6月 情報法制研究所理事
- 2018年10月 東京大学次世代知能科学研究センター（兼任）
- 2021年4月 東京大学大学院工学系研究科教授

## 著書・論文

### 著作
- 『デジタル空間とどう向き合うか 情報的健康の実現をめざして』日経BP 日本経済新聞出版、2022年7月9日。ISBN 978-4296114337
- 『計算社会科学入門』丸善出版、2021年1月27日。ISBN 978-4621305966。
- 『強いAI・弱いAI 研究者に聞く人工知能の実像』丸善出版、2017年10月26日。
- 『人狼知能 だます・見破る・説得する人工知能』森北出版、2016年8月18日。ISBN 978-4627853713。
- 『システム工学 システム理論II (東京大学工学教程)』丸善出版、2016年9月29日。ISBN 978-4621300640。
- 『よくわかるJava』秀和システム、2007年9月25日。ISBN 978-4798017730。

## 受賞
- 2018年11月 科学技術・学術政策研究所「科学技術への顕著な貢献2018（ナイスステップな研究者）」
- 2018年9月 The 10th International Conference on Social Informatics(SocInfo2018), Best Paper[4]